# Svetlana Alexievitch : La Littérature au-delà de la littérature
Svetlana Alexievitch : La Littérature au-delà de la littérature est à la fois un ouvrage collectif, dont la direction a été confiée à Jean-Philippe Jaccard, Annick Morard et Nathalie Piégay et un ouvrage de Svetlana Alexievitch elle-même. Il provient de l'intention du rectorat de la Faculté des lettres de l'Université de Genève d'attribuer le titre de docteur honoris causa à Svetlana Alexievitch. Comme c'est de la Faculté des lettres qu'émanait la proposition de nomination, il a semblé important à quelques enseignants de consacrer une journée d'étude intitulée Écrire, témoigner, la littérature au-delà de la littérature à Svetlana Alexievitch, considérée dans ce cadre comme femme d'écriture et non comme personnalité civique. Les résultats de cette journée, qui s'est déroulée le 12 octobre 2017, sont présentés dans ce recueil. Le premier texte est dû à Svetlana Alexievitch et le dernier est un entretien de Svetlana Alexievitch avec Natalia Igrounova.

## Sommaire

### Premier texte
À la recherche de l'homme libre,Une histoire de l'âme russo-soviétique par Svetlana Alexievitch (trad. Maud Mabillard) 

Ce premier texte est l'allocution de Svetlana Alexievitch à l'occasion de la cérémonie du Dies Académicus au cours de laquelle l'Université de Genève lui a remis son doctorat honoris causa. L'auteure y expose des éléments de sa méthode de travail et de présentation de ses ouvrages, son intérêt pour la parole au quotidien, le choix du rapetissement des grands évènements à hauteur humaine. Elle explicite la conception qu'elle se fait de sa vie d'écrivaine qu'elle résume par cette formule : « Je suis une historienne de l'âme ; pour moi, les sentiments sont aussi des documents.» Elle évoque les ouvrages qui l'ont fait connaître depuis 1985 et notamment La guerre n'a pas un visage de femme (1985), La Supplication (1997), La Fin de l'homme rouge (2015) et les circonstances dans laquelle ils ont été écrits. 
Elle témoigne aussi de sa vie en Union soviétique, de ses séjours en Afghanistan (pour son livre : Les Cercueils de zinc), de ses visites sur le site de la centrale nucléaire de Tchernobyl.

### Deuxième texte
Svetlana Alexievitch, une écriture, En guise d'introduction par Jean-Philippe Jaccard (Université de Genève)

Sans vouloir minimiser l'importance de la distinction que représente le prix Nobel de littérature, Jean-Philippe Jaccard s'interroge d'abord sur le fait que le Nobel de littérature ne semble pas toujours neutre politiquement. D'Ivan Bounine à Alexandre Soljenitsine et Joseph Brodsky, on peut se poser la question de savoir si le prix aurait été discerné à ces auteurs russes et à d'autres encore s'ils n'avaient pas été immigrés, dissidents, interdits de publication dans leur patrie.
Par ailleurs, comment Alexievitch, qui n'était au départ qu'une petite journaliste, a-t-elle pu arriver au Nobel avec une méthode si particulière de composition de ses romans, ou plus exactement de ses « romans de voix » ? L'auteure donne elle-même la réponse : c'est parce qu'elle est une « femme-oreille », comme elle se définit elle-même, qui écoute les témoins et les bruits du monde, ses matériaux de base.
Les témoignages recueillis sont poignants, terribles et on peut se demander comment il est possible de faire œuvre poétique à partir de là. C'est ce que les auteurs participant à la journée d'étude de la Faculté de lettres tentent d'éclaircir, et qui leur a inspiré le choix du titre : « au-delà de la littérature » .
Quant au genre littéraire, cela peut être qualifié de roman témoignage mais l'auteure elle-même parle de « roman de voix », la voix des êtres les plus blessés par des cataclysmes historiques. 
C'est dans La Supplication qu'est apparue pour la première fois l'originalité de la démarche de l'écrivaine. La catastrophe de Tchernobyl offrait une situation inédite. C'était une guerre, mais sans véritables combattants . Les voix qui s'expriment parlent en images, ce qui confère au livre sa dimension poétique (une des images les plus saisissantes est celle de la terre que l'on enterre) .

### Troisième texte
Le roman des voix par Nathalie Piégay (Université de Genève) 

L'auteure de cette troisième partie se pose la question de savoir pourquoi les œuvres d'Alexievitch ne ressemblent à rien dans la tradition française. C'est que le roman français prend rarement en compte des catastrophes lointaines ou les catastrophes des autres. Alexievitch va sur le terrain à Tchernobyl ou en Afghanistan (pour son livre Les Cercueils de zinc) et y séjourne pour affronter la violence des situations, la souffrances des autres.
Parmi les voix qu'elle écoute, elle privilégie celle de « gens simples » car, pour elle, les intellectuels risquent, par leurs références livresques et culturelles trop nombreuses, d'altérer l'authenticité . Elle privilégie aussi la voix des femmes qui produisent « un discours plus sentimental, marqué par l'affect, moins politique, moins sensible à l'héroïsme ». Il ne s'agit pas de reprendre un partage archaïque des genres, insiste Nathalie Piégay, mais de tenir compte du fait que beaucoup de femmes entendues par Alexievitch exercent à la guerre des fonctions qui n'ont même pas de féminin, en raison du défaut de la langue (un sapeur, un fantassin, un mitrailleur).
C'est jusqu'au chœur antique dans les tragédies d'Eschyle que Nathalie Piégay remonte pour y trouver des correspondances avec les chœurs des ouvrages d'Alexievitch. Déjà à cette époque de l'Antiquité, le chœur était féminin lorsqu'il était dévolu à signifier le deuil. 
Dans La Supplication, « les mères endeuillées sont la voix de la tragédie par excellence » . Comme dans la tragédie grecque, le chœur est antipolitique en ce qu'il montre ce que la politique refuse de montrer .
Peut-on parler de roman à propos des œuvres d'Alexievitch ? se demande encore l'auteure du texte. Elle lui trouve plutôt quelque chose d'anti-romanesque. Aucun des textes ne met en scène un personnage qui soit porteur de sens pour le lecteur. On n'y trouve pas d'explications, de démonstration de la part d'Alexievitch. 

### Quatrième texte
« Abandonologie » et poétique de la perte dans la littérature contemporaine, Remarques sur La Supplication de Svetlana Alexievitch par Claudia Pieralli (Université de Florence)

L'abandonologue est un auteur à la recherche de villages abandonnés, de bâtiments publics et privés en ruine, de structures et d'activités abandonnées pour en faire le lieu de ses récits. Ce genre de chercheur est désigné en italien par un néologisme entré dans l'Encyclopédie Treccani en 2014 : abbandonologo/a (abandonologue),.
En Italie, c'est le roman Cade la terra de Carmen Pellegrino qui a répandu la notion d'abandonologie. Il permet de repérer les caractéristiques de ce concept nouveau. L'action du roman est placée dans un village imaginaire dont Pellegrino a eu l'idée en s'inspirant d'un village réel abandonné dans les années 1960 alors que des glissements de terrains permanents avaient fait fuir les habitants. D'autres textes sont significatifs de ce nouveau concept : le premier roman du russe Sergueï Lebedev, La limite de l'oubli, par exemple, dans lequel les vestiges des camps de travail du Grand Nord de l'URSS sont magistralement évoqués dans leur dimension mystique et politique.
Dans La Supplication apparaissent également des caractéristiques propres à l'abandonologie : c'est un recueil de récits de personnes ayant survécu à la catastrophe de Tchernobyl et qui vivent ensuite ou ont vécu dans les espaces abandonnés de la ville voisine de Pripiat . À l'origine de la narration, il y a eu un ou plusieurs voyages de Svetlana Alexievitch dans la zone de Tchernobyl et de Pripiat. À la différence des « lieux de mémoire », les lieux évoqués par l'abandon n'ont pas été canonisés mais, au contraire, relégués dans l'oubli. À la différence des ruines de l'Antiquité, les territoires qui font l'objet de l'abandonologie ne renvoient pas à un passé glorieux, mais à un territoire dévasté et dénaturé. L'écrivain abandonologue ne se prononce pas sur la vérité du vécu. Ce qui compte, c'est de poser la question de la réappropriation de l'oublié.  
Les romans russes contemporains sont très différents des romans italiens. Ainsi, La Supplication, selon Claudia Pieralli, ne présente pas d'esthétisation et l'auteure utilise une langue sèche et délibérément antipoétique.

### Cinquième texte
« Un doigt d'honneur au fond de la poche » ou le double langage du corps soviétique par Annick Morard (Université de Genève)
Au début des années 1980, les travaux d'écrivains ont permis de dégager la spécificité de la langue soviétique, une sorte de novlangue empreinte d'idéologie. Après 1960, un nouveau type d'expression dépouillé de ces attaches idéologiques est apparu, mais dans la domaine privé uniquement. Par ailleurs, la révolution culturelle en Russie au début du XXe siècle est à l'origine d'un langage du corps particulier. C'est sous cet angle qu'Annick Morard analyse dans cet essai l'œuvre d'Alexievitch.
1.La langue soviétique, entre langue de bois et « langue d'Érasme » 
 
Dans les années 1960 et 1970 émerge en URSS la « seconde culture », qui se développe au mépris de la culture officielle. C'est la réponse à la « langue de bois », grâce à la naissance des jeux de langage permettant de faire passer sous le vernis officiel une parole originale (la langue d'Ésope). Alexievitch propose, quant à elle, une écriture hybride dans laquelle coexistent des paroles contraires, des récits contradictoires.  
2.Un corps soviétique au service de l'idéologie
 
Le corps soviétique apparaît comme « un corps debout, un corps en parfaite santé, droit, dynamique ; rarement seul et toujours en mouvement, bien sûr, en marche vers l'avenir radieux ».
3. Le corps soviétique, un corps hybride 
 
Dans l'espace privé s'affiche un autre corps volontiers paresseux, peu soucieux de sa santé, parfois porté vers l'alcool. C'est la même idée que pour le double langage mais appliqué au corps. Annick Morard la fait ressortir de l'expression russe vivre avec un doigt d'honneur dans la poche (жить с фигой в кармане (zit' s figoj v karmane)), qui signifie « ronger son frein ». Le doigt tendu « au fond d'une poche semble réduit à exprimer les frustrations ... ». 
4. Le corps invalide, corps témoin
 
Dans La Supplication, il est question de corps abîmés, monstrueux, invalides, de ceux qui ont été irradiés à la centrale de Tchernobyl. Mais sont évoqués aussi les corps sains et en parfait état des liquidateurs avant l'exécution de leur tâche. Dans le système de valeurs soviétique, le corps invalide est immédiatement accompagné du refus du handicap contraire à ces valeurs. Sont invoqués à cette fin : la gloire, l'héroïsme, les victoires sur elles-mêmes des personnes devenues invalides. Le corps invalide devient un révélateur du système politique basé sur la dissimulation et d'une société « qui se cherche une identité unique, alors que celle-ci est multiple », hybride.

### Sixième texte
Le témoignage, entre histoire et littérature : à propos de La Fin de l'homme rouge de Svetlana Alexievitch par Wladimir Berelowitch

Pour définir le genre littéraire pratiqué par Svetlana Alexievitch, on retrouve des expressions telles que « prose litteraro-documentaire » ou « synthèse entre la littérature documentaire et la fiction ». Alexievitch s'est exprimée à ce propos et se définit tantôt comme regardant le monde avec « les yeux d'une littéraire et non d'une historienne », tantôt comme « une historienne au sang froid », comme si elle refusait de choisir. C'est en lisant Je suis un village de feu des Biélorusses Alès Adamovitch, Janka Bryl (en) et Ouladzimir Kalesnik  qu'Alexievitch a compris qu'il était possible de pratiquer le genre qui lui permettait d'« écrire... comme ses oreilles entendent » et de faire face à l'apparente incompatibilité entre écriture littéraire et écriture de l'Histoire. Cet ouvrage, Je suis un village de feu, est construit à partir des récits des survivants de villages biélorusses incendiés par l'armée allemande pendant l'occupation.
Le témoignage comme source historique a perdu peu à peu son prestige dans la mesure où le document écrit s'affirmait comme source majeure de l'histoire. Il est relégué alors dans la sphère du subjectif. Comment le témoignage a-t-il fait son grand retour au XXe siècle ? Wladimir Berelowitch voit surtout dans ce retour l'action de l'histoire de la Shoah et du nazisme. Plusieurs procès se sont déroulés dès la fin des années 1940, où on appela les victimes à la barre et où les témoins avaient de plus le sentiment de parler au nom d'un groupe, ce qui légitimait encore davantage leur témoignage (Procès d'Auschwitz (1947), procès d'Adolf Eichmann à Jérusalem (1961)). Les témoignages, par la seule force du vécu, disaient plus que des monceaux de documents.
Un second chemin du retour au témoignage est celui des « voix anonymes » dont « la parole a été confisquée », recueillies lors d'interview utilisées par les ethnologues pour les enquêtes anthropologiques. 
L'usage du témoignage en histoire procède de deux sources : d'une part, celle que livre le vécu d'expériences extrêmes, réputées indicibles et, d'autre part, le « vécu ordinaire » de tout un chacun recueilli dans sa spontanéité. L'œuvre d'Alexievitch relève à la fois des deux sources : d'une part, celle des témoignages extrêmes (catastrophe écologique ou politique dans La Fin de l'homme rouge) et, d'autre part, celle des témoignages des obscurs, des « commentaires de femmes ordinaires ». Wladimir Berelowitch remarque encore qu'Alexievitch « travaille et sélectionne […] la matière qu'elle rencontre » et que sans livrer entièrement son jeu elle orchestre les voix recueillies, mais dans une mesure qu'il nous est difficile d'estimer, de mesurer.
Svetlana Alexievitch se sert à la fois de la littérature et de l'Histoire et, conclut l'auteur W Berelowitch, « sa façon de maintenir sous sa conduite un attelage aussi discordant dans ses méthodes n'est pas la moindre de ses réussites ».

### Septième texte
Verba Volant par Tiphaine Samoyault.

Tiphaine Samoyault part de l'hypothèse que Svetlana Alexievitch propose une autre configuration que celle de l'opposition entre l'écrit et l'oral qui figure dans l'adage latin Verba volant scripta manent. L'écrivaine lève celle-ci en indiquant comment la littérature « peut et doit laisser à la parole son statut de parole ». À la question : « Qu'est-ce que la littérature aujourd'hui ? », elle répond en mettant en avant le pouvoir explosif de la parole. 
À celles et ceux qui mettent en question la dimension littéraire de son œuvre, elle répond que « le sous-continent des conversations, des paroles, qui s'expriment et de celles qui ne peuvent pas s'exprimer est encore pour la littérature, à conquérir ».
On reproche à Alexievitch « d'être et, à la fois, de n'être pas auteure et d'être trop présente ». Il est vrai qu'elle n'invente rien, elle répète, elle n'extrapole pas, elle organise, et son travail « tient alors de la musique par la composition et du cinéma par la technique de montage ».
D'autres critiquent son œuvre parce que le montage des propos recueillis manipulerait le témoignage. Ils appuient leurs propos sur la réécriture par Alexievitch de La guerre n'a pas un visage de femme. D'une version à l'autre de cet ouvrage, les contextualisations diffèrent et cela permet de prouver l'interventionnisme de l'écrivaine. En même temps, on lui reproche encore davantage de ne pas tenir compte de l'évolution historiographique dans la nouvelle édition. Comment expliquer en effet qu'elle n'introduise aucun commentaire qui permette au lecteur de « comprendre les raisons de l'hécatombe subie par le peuple biélorusse en général et par les habitants juifs de ce pays en particulier »,. Elle est accusée aussi de perpétuer une vision soviétique avec laquelle elle a, de gré ou de force, été nourrie, sans pouvoir s'en débarrasser.
Pour voir les choses autrement, il faut, observe Tiphaine Samoyault, comprendre quelle est la vision d'Alexievitch. Celle-ci propose de donner à lire une histoire souterraine : celle des sentiments dans l'histoire, dans les guerres et les catastrophes, celle des émotions, des douleurs, des larmes versées. C'est cela qui l'intéresse pour en conserver une « grande archive ». Pourtant, poursuit Samoyault, si elle éprouve le besoin de reprendre ses livres, « c'est moins le signe d'une volonté de rectification révisionniste », que la constatation par l'auteure de ce que la parole du témoin peut se modifier avec le temps et les circonstances. 
Des témoins ont intenté une action en justice contre Alexievitch après la publication de son ouvrage Les Cercueils de zinc (sur la guerre en Afghanistan). Ils l'accusaient d'avoir manipulé doublement et la littérature et l'histoire de la guerre. 
Une expertise littéraire indépendante a finalement été réalisée en 1994 à la demande d'Alexievitch qui conclura que l'écrivain ne se borne pas « au rôle de documentaliste passif » et a donc le droit de faire des choix et de transformer son texte. Cette expertise est publiée en annexe à l'ouvrage Les Cercueils de zinc,.

### Huitième texte
Lettre ouverte à Svetlana Alexievitch par Daniel de Roulet (écrivain, Genève)

Daniel de Roulet se demande pourquoi Svetlana Alexievitch est un modèle inimitable par les écrivains francophones. Sa réponse fait remonter l'explication à Jean-Jacques Rousseau. Ce dernier n'a écrit qu'un roman, et c'est un roman par lettres « c'est-à-dire un texte qui décline autant de points de vue qu'il y a de correspondants », laissant au lecteur la tâche de reconstruire un point de vue. Rousseau a donc préfiguré la manière de faire de Svetlana Alexievitch. 
Daniel de Roulet constate que les littératures du monde slave adoptent souvent « le genre du reportage distancé ». Peut-être est-ce l'héritage involontaire des années soviétiques avec la constitution d'un NOUS forcé par la propagande qui de ce fait était suspect dès l'abord pour l'écrivain. La référence presque immédiate à leur identité nationale est le cas de presque tous les écrivains français. Rousseau avait la chance d'être à Genève, et il pouvait assembler des JE sans en faire un NOUS national. Certains auteurs pourraient se rapprocher de la manière de faire d'Alexievitch, qui laisse la parole à d'autres qui sont séparés de son JE. Ils sont souvent des territoires lointains de la francophonie comme les Caraïbes.          
Une autre manière de considérer l'œuvre d'Alexievitch est de la rattacher à la poésie documentaliste, comme celle de Charles Reznikoff, une poésie qui s'écrit au seuil de la catastrophe. 

### Neuvième texte
« Le socialisme a disparu, mais nous sommes toujours là » : Entretien avec Natalia Igounova par Svetlana Alexievitch (trad Maud Mabillard)    
Svetlana Alexievitch a donné un grand nombre d'interviews et surtout à la presse russe, dont peu sont traduits. Celui qui figure dans l'ouvrage Svetlana Alexievitch : la littérature au-delà de la littérature constitue une présentation de son activité. Il est paru en 2013 dans Droujba narodov. Elle répond aux questions concernant la réception de son œuvre en Russie et sa conception des rapports entre l'Europe occidentale et la Russie.